# Kassmyra
Kassmyra är ett bostadsområde i Tumba i Botkyrka kommun. Området begränsas i väster av Broängen och i öster av Skäcklinge.
I Kassmyra ligger den kommunala F-6-skolan Kassmyraskolan, som har omkring 550 elever. Där skolan ligger idag anlades 1928 Tumbas första idrottsplats. Området har fått sitt namn efter det före detta torpet Kastmyra, som hörde till Hågelby gård och uppfördes vid Kassmyrasjöns södra sida på 1700-talet.

## Kassmyragropen
I områdets sydöstra ände ligger det före detta grustaget Kassmyragropen. Grustaget tjänstgjorde från 2015 som avfallsstation driven av bolaget NMT Think Pink, och boende i Kassmyra klagade under lång tid över sopstank och moln av byggdamm från gropen. Bolaget försattes i konkurs hösten 2020, ägarna är misstänkta för miljöbrott, och kvar i gropen finns nu (2021) omkring 75 000 ton avfall som måste saneras.
Den 28 december 2023 åtalades NMT Think Pinks ägare Bella Nilsson och ytterligare 10 personer för inblandning i grovt miljöbrott.